# Отрицание по посылке
Отрицание по посылке (или отрицание антецедента) — формальное заблуждение (см. non sequitur), заключающееся в выводе обратного следствия из первоначального утверждения. Ошибка совершается при рассуждении в логической форме:
Если есть P, то есть и Q.
Следовательно, если нет P, то нет и Q.
что также может быть сформулировано как:
{\displaystyle P\rightarrow Q} (P подразумевает Q)
{\displaystyle \therefore \neg P\rightarrow \neg Q} (следовательно, не-P подразумевает не-Q)
Логические аргументы такой формы не являются общезначимыми. Это означает, что аргументы такой формы не дают веских оснований для утверждения своих выводов, даже если их предпосылки истинны. В данном примере правильным заключением было бы: ~P или Q.
Название «отрицание по посылке» происходит от посылки «не P», которая отрицает положение «если» условной посылки.
Один из способов доказать несостоятельность этой формы аргументации — пример, в котором есть истинные предпосылки, но очевидно ложное заключение. Например:
Если вы лыжный инструктор, то у вас есть работа.
Вы не являетесь лыжным инструктором.
Следовательно, у вас нет работы.
Этот аргумент заведомо неубедителен, но аргументы такой же формы иногда могут казаться поверхностно правдоподобными, как в следующем примере, предложенном Аланом Тьюрингом в статье «Вычислительные машины и разум»:

Если бы у каждого человека был определённый набор правил поведения, по которым он управлял бы своей жизнью, он был бы не лучше машины. Но таких правил нет, поэтому люди не могут быть машинами.
Однако люди всё ещё могут быть машинами, которые не следуют определённому набору правил. Таким образом, этот аргумент (по замыслу Тьюринга) недействителен.
Возможно, что аргумент, отрицающий посылку, может быть действительным, если аргумент имеет какую-то другую действительную форму. Например, если утверждения P и Q выражают одну и ту же мысль, то аргумент будет считаться истинным, поскольку в этом случае возникает наводящий вопрос. В повседневной речи, однако, такие случаи редки и обычно встречаются только тогда, когда условие «если — тогда» на самом деле является утверждением «тогда и только тогда» (т.е., эквиваленцией). Следующий аргумент не является действительным, но был бы таковым, если бы в качестве первой составляющей использовалось утверждение «Если я могу наложить вето на Конгресс, то я — президент США». Теперь это утверждение является modus tollens, а следовательно, является действительным. В ином случае ошибка приобретает такую форму:
Если я президент Соединённых Штатов, то я могу наложить вето на Конгресс.
Я не президент.
Поэтому я не могу наложить вето на Конгресс.

## Внешние ссылки
- FallacyFiles.org: отрицание антецедента